# Farrodes bimaculatus
Farrodes bimaculatus is een haft uit de familie Leptophlebiidae. De wetenschappelijke naam van de soort is voor het eerst geldig gepubliceerd in 1971 door Peters & Alayo. De soort is endemisch in Cuba.